# Liste der Museen in Ghana
Die Liste der Museen in Ghana gibt einen Überblick über die bedeutendsten Museen Ghanas
| Name                                                      | Provinz                | Ort        | Bild | Typ                              | links/Bemerkungen                        |
| --------------------------------------------------------- | ---------------------- | ---------- | ---- | -------------------------------- | ---------------------------------------- |
| Aburi Botanical Gardens                                   | Greater Accra Region   | Aburi      |      |                                  |                                          |
| Cape Coast Castle Museum                                  | Central Region (Ghana) | Cape Coast |      |                                  | im Cape Coast Castle                     |
| Elmina Castle Museum                                      | Central Region (Ghana) | Elmina     |      |                                  | (im Fort São Jorge da Mina)              |
| Geologiemuseum der University of Ghana                    | Greater Accra Region   | Legon      |      |                                  |                                          |
| Geological Survey Department Museum                       | Greater Accra Region   | Accra      |      |                                  |                                          |
| Ghana Armed Forces Museum                                 | Ashanti Region         | Kumasi     |      | Militärmuseum                    | in Fort Kumasi                           |
| Ghana Herbarium                                           | Greater Accra Region   | Legon      |      |                                  |                                          |
| Ghana Institute of African Studies Teaching Museum        | Greater Accra Region   | Legon      |      |                                  |                                          |
| Gramophone Records Museum and Research Centre of Ghana    | Central Region (Ghana) | Cape Coast |      |                                  |                                          |
| Hidden Connections                                        | Central Region (Ghana) | Cape Coast |      |                                  | Wildlife Department, Kakum National Park |
| Java Museum                                               | Central Region (Ghana) | Elmina     |      |                                  |                                          |
| Kwame Nkrumah Memorial Park                               | Greater Accra Region   | Accra      |      |                                  |                                          |
| Kwame Nkrumah University of Science and Technology Museum | Ashanti Region         | Kumasi     |      |                                  |                                          |
| Manhyia Palace Museum                                     | Ashanti Region         | Kumasi     |      |                                  |                                          |
| Museum of Ethnography, Accra                              | Greater Accra Region   | Accra      |      |                                  |                                          |
| Museum of Science and Technology                          | Greater Accra Region   | Accra      |      |                                  |                                          |
| National Museum of Ghana                                  | Greater Accra Region   | Accra      |      | Archäologie, Ethnographie, Kunst |                                          |
| New Juaben Palace Museum                                  | Eastern Region         | Koforidua  |      |                                  |                                          |
| Nurom Hat Museum                                          | Ashanti Region         | Kumasi     |      |                                  |                                          |
| Prempeh Jubilee Museum                                    | Ashanti Region         | Kumasi     |      |                                  |                                          |
| Upper East Regional Museum                                | Upper East Region      | Bolgatanga |      |                                  |                                          |
| Ussher Fort Museum                                        | Greater Accra Region   | Accra      |      |                                  |                                          |
| Volta Regional Museum                                     | Volta Region           | Ho         |      |                                  |                                          |
| W.E.B. Dubois Memorial Centre for Pan African Culture     | Greater Accra Region   | Accra      |      |                                  |                                          |
| West African Historical Museum                            | Central Region (Ghana) | Cape Coast |      |                                  |                                          |
| Yaa Asantewaah Museum                                     | Ashanti Region         | Ejisu      |      |                                  |                                          |
| Zoology Museum, University of Ghana                       | Greater Accra Region   | Legon      |      |                                  |                                          |